# Scatopsciara occulta
Scatopsciara occulta är en tvåvingeart som beskrevs av Werner Mohrig och Nina Krivosheina 1990. Scatopsciara occulta ingår i släktet Scatopsciara och familjen sorgmyggor. Inga underarter finns listade i Catalogue of Life.